# Hafursfell (berg i Island, Austurland)
Hafursfell är ett berg i republiken Island. Det ligger i regionen Austurland, 300 km öster om huvudstaden Reykjavík. Toppen på Hafursfell är 1 093 meter över havet.
Trakten runt Hafursfell är nära nog obefolkad, med mindre än två invånare per kvadratkilometer. Det finns inga samhällen i närheten. Trakten runt Hafursfell består i huvudsak av gräsmarker.